# Біглер Тауншип (округ Клірфілд, Пенсільванія)
Біглер Тауншип (англ. Bigler Township) — селище (англ. township) в США, в окрузі Клірфілд штату Пенсільванія. Населення — 1238 осіб (2020).

## Демографія
Згідно з переписом 2010 року, у селищі мешкало 1289 осіб у 520 домогосподарствах у складі 364 родин. Було 638 помешкань
Расовий склад населення:
| - 99,5 % — білих - 0,2 % — азіатів - 0,1 % — чорних або афроамериканців |

До двох чи більше рас належало 0,2 %. Частка іспаномовних становила 0,7 % від усіх жителів.
За віковим діапазоном населення розподілялося таким чином: 22,8 % — особи молодші 18 років, 60,8 % — особи у віці 18—64 років, 16,4 % — особи у віці 65 років та старші. Медіана віку мешканця становила 41,8 року. На 100 осіб жіночої статі у селищі припадало 100,5 чоловіків;  на 100 жінок у віці від 18 років та старших — 99,4 чоловіків також старших 18 років.
Середній дохід на одне домашнє господарство  становив 49 771 долар США (медіана — 34 479), а середній дохід на одну сім'ю — 53 194 долари (медіана — 46 458). Медіана доходів становила 30 972 долари для чоловіків та 26 250 доларів для жінок. За межею бідності перебувало 24,1 % осіб, у тому числі 47,3 % дітей у віці до 18 років та 11,6 % осіб у віці 65 років та старших.
Цивільне працевлаштоване населення становило 463 особи. Основні галузі зайнятості: освіта, охорона здоров'я та соціальна допомога — 25,5 %, роздрібна торгівля — 22,5 %, виробництво — 10,6 %, будівництво — 6,9 %.